# Richard Edwin Shope
Richard Edwin Shope(25.12.1901– 2.10.1966) là nhà virus học người Mỹ, người đầu tiên đã cách ly được virus bệnh cúm, đồng thời cũng là người đầu tiên đã tiêm ngừa bệnh cúm cho động vật. Ông cũng là người đầu tiên xác định virus là tác nhân gây ra trận dịch cúm lớn Tây Ban Nha trong các năm 1918-1919.
Ông được thưởng Giải nghiên cứu Y học lâm sàng Lasker-DeBakey năm 1957